# Colias regia
Colias regia is een vlindersoort uit de familie van de Pieridae (witjes), onderfamilie Coliadinae.
Colias regia werd in 1887 beschreven door Grum Grshimaïlo.